# 双腙

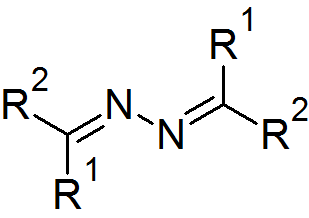
双腙的结构通式。

双腙是具有RR'C=N-N=CRR'结构的一类有机化合物，形式上是酮或醛和肼的缩合产物。在命名时，可按取代法称作（亚基）乙氮烷（肼），或以前缀双腙（肼二亚基）命名。例如，(CH3)2-C=N-N=C-(CH3)2的名称为1,2-二异丙亚基乙氮烷、1,2-二异丙亚基肼或二丙酮腙。
双腙在工业上通常使用过氧化物法生产：
实验室里则可由肼和二计量比的羰基缩合得到。